# Valerija Kononenko
Valerija Kononenko (Oekraïens: Валерия Кононенко) (Donetsk, 14 mei 1990) is een Oekraïense wielrenster. Ze won diverse keren het Oekraïens kampioenschap tijdrijden.

## Carrière
Ze reed onder andere voor de Belgische wielerploeg Ciclotel, Lviv Cycling Team en S.C. Michela Fanini Rox.
In 2007 en 2008 werd ze Europees kampioen tijdrijden bij de junioren en in beide jaren won ze zilver op het wereldkampioenschap tijdrijden, eveneens bij de junioren.
In 2019 nam ze deel aan de Europese Spelen in Minsk, het Europees kampioenschap in Alkmaar en het wereldkampioenschap in Yorkshire. In juli 2021 nam ze namens Oekraïne deel aan de Olympische Zomerspelen 2020 in Tokio; waar ze de wegwedstrijd niet uitreed.

## Palmares

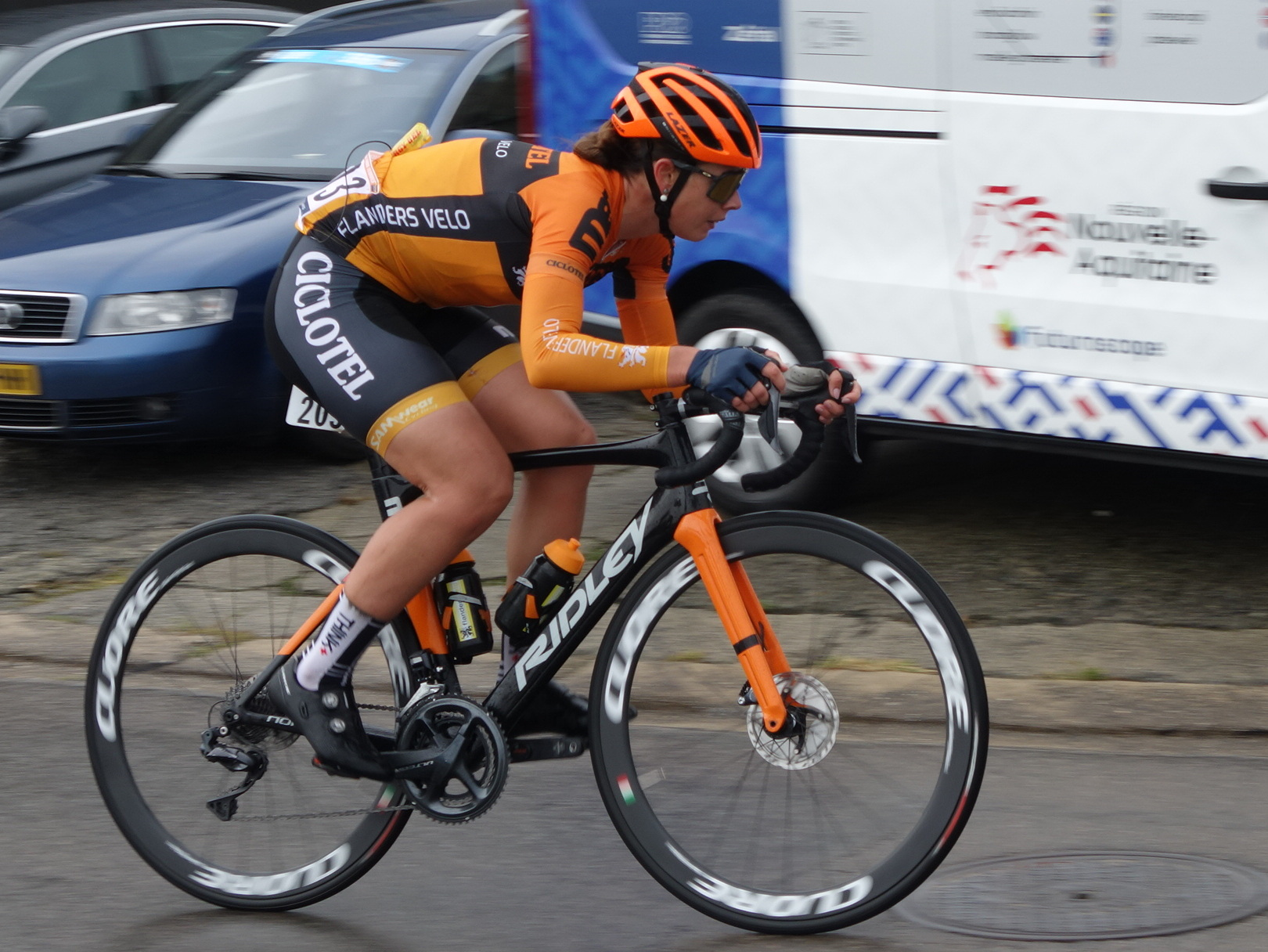
Kononenko tijdens de Waalse Pijl 2020.

2007
 Europees kampioen tijdrijden (junior)
 Wereldkampioenschap tijdrijden (junior)
2008
 Europees kampioen tijdrijden (junior)
 Europees kampioenschap op de weg (junior)
 Wereldkampioenschap tijdrijden (junior)
2013
 Oekraïens kampioen tijdrijden
2014
 Oekraïens kampioenschap op de weg
 Oekraïens kampioenschap tijdrijden
2016
VR Women (tijdrit)
2e in 2e etappe Tour de San Luis
2017
3e in VR Women (tijdrit)
2018
 Oekraïens kampioen tijdrijden
 Oekraïens kampioenschap op de weg
2e in VR Women (tijdrit)
2019
 Oekraïens kampioen tijdrijden
 Oekraïens kampioenschap op de weg
VR Women (tijdrit)
2020
 Oekraïens kampioenschap tijdrijden
Grand Prix Cappadocia
Grand Prix Velo Erciyes
2e in Grand Prix Mount Erciyes 2200 mt
2e in Grand Prix van Centraal-Anatolië
2021
 Oekraïens kampioen tijdrijden
 Oekraïens kampioenschap op de weg
2022
2e in Chrono des Nations
3e in proloog Giro della Toscana
2023
 Oekraïens kampioen tijdrijden
3e etappe Princess Anna Vasa Tour (tijdrit)
Eindklassement Anna Vasa Tour
2024
 Oekraïens kampioenschap tijdrijden
 Oekraïens kampioenschap op de weg